# Hadik-Barkóczy Endre
Futaki, szalai és tavarnai gróf Hadik-Barkóczy Endre János Ferenc Antal, 1887-ig Hadik (Pálóc, 1862. november 1. – Budapest, 1931. március 4.), valódi belső titkos tanácsos, cs. és kir. kamarás, a Magyar Főrendiház örökös tagja, elnöke, politikus.

## Élete
A gróf futaki és tavarnai Hadik-Barkóczy család sarja. Hadik Endre néven született Hadik Béla és Barkóczy Ilona legidősebb fiaként. A hoheimi gazdasági intézetben tanult, majd elvégezte a kassai jogakadémiát. 1888-tól 20 éven keresztül a főrendiház tagjaként politizált, eközben a képviselőháznak is tagja volt. 1892-től Görgő, majd 1901-től Nagymihály országgyűlési képviselője a Szabadelvű Párt színeiben. Az ellenzéki obstrukció letörésére törekvő ún. zsebkendőszavazás után követte testvérét, Jánost és ifj. Andrássy Gyulát, elhagyva korábbi pártját csatlakozott a disszidensekhez. Mivel az 1905-ös választásokon nem kapott mandátumot, így ettől kezdve a 67-es Alkotmánypárt tagjaként, később pedig függetlenként a főrendiházban politizált tovább. Politikai tevékenysége mellett az Országos Magyar Iparművészeti Társaság elnöke is volt.
Hadik-Barkóczy Endre édesanyja Ilona volt Barkóczy János egyetlen leánya, s így a Barkóczy család utolsó sarja, ezért a vagyon oldalági rokonokra szállásának megakadályozására fiúsították (praefectio) és hitbizománnyá alakították birtokait. Ennek következtében Hadik-Barkóczy Ilona néven házassága után is maga kezelhette örökölt vagyonát. 1887-ben bekövetkezett halála után a Barkóczy-örökség a hitbizomány haszonélvezeti jogával együtt Endrére, az elsőszülött fiúra szállt. Emiatt Endre is 1887. július 17-én királyi engedéllyel a Hadik-Barkóczy kettős nevet vette fel.

## Családja
Hadik-Barkóczy Endre gróf 1895. január 8-án Budapesten feleségül vette gróf zicsi és vázsonkeői Zichy Klára (1875–1946) kisasszonyt, akinek a szülei gróf Zichy Rudolf (1833–1893), Abaúj-Torna, Kassa, Eperjes, Bártfa és Kis-Szeben főispánja, nagybirtokos és gróf péchújfalusi Péchy Jacqueline (1846–1915) voltak. A menyasszonynak az anyai nagyapja Péchy Manó. Hadik-Barkóczy Endre gróf és Zichy Klára grófnő frigyéből született:
- gróf Hadik-Barkóczy Eleonóra Jacqueline Johanna Karolina (1895–1923); férje: Hubert von Hohelohe-Waldenburg-Schilligsfürt herceg (1893–1969)
- gróf Hadik-Barkóczy Endre József Béla (1899–?), az Egyesült Államokba emigrált; neje: Elfriede Obitsch (1899–1966)